# Henri Battilani
Henri Battilani (* 27. Februar 1994 in Aosta) ist ein ehemaliger italienischer Skirennläufer. Er war auf die schnellen Disziplinen Abfahrt und Super-G spezialisiert und wurde 2015 Juniorenweltmeister in der Abfahrt.

## Biografie
Henri Battilani stammt aus Gressan in der Region Aostatal und startet für den Sportverein der Esercito Italiano.
Im Alter von 15 Jahren bestritt er seine ersten FIS-Rennen. Einen ersten nationalen Erfolg konnte er im April 2010 in Santa Caterina als Jugendmeister in der Abfahrt verbuchen. Im folgenden Winter debütierte er in der Abfahrt von Sarntal im Europacup, in dem er bis heute einen siebenten Platz (Abfahrt in Val-d’Isère im Januar 2014) als bestes Ergebnis vorweisen kann. In Roccaraso nahm Battilani 2012 erstmals an Alpinen Ski-Juniorenweltmeisterschaften teil und belegte die Ränge 12 und 24 in Abfahrt und Super-G. Nach Rangverschlechterungen bei seinem nächsten Antreten in Québec konnte er sich in Jasná 2014 und Hafjell 2015 jeweils deutlich steigern. In Norwegen setzte er sich in seinem letzten JWM-Rennen gegen Marcus Monsen und Niels Hintermann durch und gewann die Goldmedaille in der Abfahrt.
Am 30. November 2014 gab Battilani im Super-G von Lake Louise sein Weltcup-Debüt. Am Ende der Saison 2014/15 war er als amtierender Juniorenweltmeister in der letzten Abfahrt in Méribel startberechtigt, gewann als 25. aufgrund der Finalregelung jedoch keine Weltcup-Punkte. Dies gelang ihm erstmals ein Jahr später in der Abfahrt von Kvitfjell, die er auf dem 28. Platz beendete. Nach weiteren vereinzelten Einsätzen im Weltcup kam er im Januar 2017 beim Europacup-Abfahrtstraining in Méribel zu Sturz und zog sich eine Sprunggelenksverletzung zu. In der folgenden Saison fand er im Europacup nur schwer den Anschluss und belegte nur zweimal Platzierungen in den Punkterängen. Im Weltcup kam er lediglich zweimal zu einem Start.
Im Juli 2020 beendete Battilani seine Karriere.

## Erfolge

### Weltcup
- 2 Platzierungen unter den besten 30

### Weltcupwertungen
| Saison  | Gesamt | Gesamt | Abfahrt | Abfahrt |
| Saison  | Platz  | Punkte | Platz   | Punkte  |
| ------- | ------ | ------ | ------- | ------- |
| 2015/16 | 155.   | 3      | 58.     | 3       |

### Europacup
- Saison 2018/19: 9. Abfahrtswertung
- 2 Podestplätze

### Juniorenweltmeisterschaften
- Roccaraso 2012: 12. Abfahrt, 24. Super-G
- Québec 2013: 13. Abfahrt, 48. Super-G
- Jasná 2014: 9. Super-G, 13. Abfahrt
- Hafjell 2015: 1. Abfahrt, 6. Super-G

### Weitere Erfolge
- 4 italienische Jugendmeistertitel (Abfahrt 2010, 2014 und 2015, Super-G 2015)
- 2 Siege in FIS-Rennen